# Мосман, Франсискюс
Франсискюс Албертюс Мосман (нидерл. Franciscus Albertus Mosman, 5 декабря 1904 — 1 июня 1994) — нидерландский фехтовальщик, призёр чемпионата мира.

## Биография
Родился в 1904 году в Амстердаме. В 1928 году принял участие в соревнованиях по фехтованию на рапирах на Олимпийских играх в Амстердаме, но неудачно. В 1936 году принял участие в соревнованиях по фехтованию на саблях на Олимпийских играх в Берлине, где нидерландские саблисты заняли 5-е место в командной сабле. В 1938 году стал обладателем бронзовой медали чемпионата мира в командной сабле. В 1948 году принял участие в соревнованиях по фехтованию на рапирах и саблях на Олимпийских играх в Лондоне, но медалей не завоевал.